# Marcel Heister
Marcel Heister (Albstadt, 27 luglio 1992) è un calciatore tedesco, difensore dell'Istria 1961.

## Caratteristiche tecniche
È un terzino sinistro.

## Carriera
Cresciuto nel settore giovanile dell'Hoffenheim, ha esordito con la seconda squadra il 13 maggio 2011 in occasione del match di Fußball-Regionalliga perso 5-1 contro il Karlsruhe II.

## Palmarès

### Club

#### Competizioni nazionali
- Campionato ungherese: 3

Ferencváros: 2018-2019, 2019-2020, 2020-2021
- Supercoppa di Bulgaria: 1

Ludogorec: 2023
- Campionato bulgaro: 1

Ludogorec: 2023-2024